# 1683 Castafiore
Az 1683 Castafiore (ideiglenes jelöléssel 1950 SL) a Naprendszer kisbolygóövében található aszteroida. Sylvain Julien Victor Arend fedezte fel 1950. szeptember 19-én.